# Witold Kiełtyka
Witold Franciszek Kiełtyka (Krosno, Poljska 23. siječnja 1984. – Novozibkov, Rusija 2. studenoga 2007.), poznatiji kao Vitek, bio je poljski bubnjar, gitarist, pijanist i glazbenik, najpoznatiji kao bivši bubnjar poljskog sastava tehničkog death metala Decapitated. Bio je jedan od njegovih osnivača; osnovao ga je 1996. s bratom Wacławom.

## Smrt
Dana 29. listopada 2007. godine, dok je sastav putovao na koncert u Bjelorusiju, došlo je do teške prometne nesreće; s njihovim autobusom sudario se kamion koji je prevozio drva. Pjevač Adrian "Covan" Kowanek i Witold bili su teško ozlijeđeni te su prevezeni u bolnicu u gradu Novozibkov u Rusiji. Adrian je preživio, no Vitek je od posljedica ozljeda preminuo nekoliko dana poslije, dana 2. studenoga, u dobi od 23 godine. 

## Diskografija
Decapitated (1996. – 2007.)
- Winds of Creation (2000.)
- Nihility (2002.)
- The Negation (2004.)
- Organic Hallucinosis (2006.)